# Essenza concreta
In profumeria l'essenza concreta o concreta è la massa semi-solida ottenuta per estrazione con solvente da materiale vegetale fresco, principalmente dai fiori (concrete floreali).

## Produzione
Il materiale vegetale fresco viene estratto con solventi organici non polari (ad esempio, benzene, toluene, esano, etere di petrolio). Per evaporazione del solvente si ottiene un residuo (concreta) semi-solido costituito da oli essenziali, cere, resine e altre sostanze lipofile.

## Usi
A causa dei composti volatili più pesanti (cere, resine), le concrete sono solo parzialmente solubili in etanolo. Pertanto sono di uso limitato in profumeria, ma possono essere impiegate per profumare i saponi. 
La concreta può subire un'ulteriore estrazione con etanolo, ottenendo la cosiddetta essenza assoluta.